# Francisco Morales
Francisco J. Morales Vivas (ur. 31 sierpnia 1971 w Córdobie) – argentyński judoka. Dwukrotny olimpijczyk. Zajął dziewiąte miejsce w Barcelonie 1992 i 34. w Atlancie 1996. Walczył w wadze półlekkiej.
Uczestnik mistrzostw świata w 1989, 1991, 1993 i 1995. Startował w Pucharze Świata w latach 1992, 1993, 1995 i 1996. Triumfator igrzysk panamerykańskich w 1991 i drugi w 1995. Wicemistrz igrzysk Ameryki Południowej w 1990 i 1994. Brązowy medalista mistrzostw panamerykańskich w 1992 i 1994. Trzeci na mistrzostwach Ameryki Południowej w 1997 roku.

## Letnie Igrzyska Olimpijskie 1992
| Konkurencja | Eliminacje               | Eliminacje          | Eliminacje             | Eliminacje              | Repasaże             | Klas. końcowa |
| Konkurencja | Przeciwnik I             | Przeciwnik II       | Przeciwnik III         | 1/4                     | Przeciwnik I         | Miejsce       |
| ----------- | ------------------------ | ------------------- | ---------------------- | ----------------------- | -------------------- | ------------- |
| 65 kg       | Jörgen Häggqvist (SWE) Z | Ian Freeman (GBR) Z | Jorge Steffano (URU) Z | Rogério Sampaio (BRA) P | Kim Sang-mun (KOR) P | 9.            |

## Letnie Igrzyska Olimpijskie 1996
| Konkurencja | Eliminacje                  | Klas. końcowa |
| Konkurencja | Przeciwnik I                | Miejsce       |
| ----------- | --------------------------- | ------------- |
| 65 kg       | Giorgi Rewaziszwili (GEO) P | 34.           |